# Список стран Африки по минимальному размеру оплаты труда
В этом списке представлена информация о минимальном размере оплаты труда в странах Африки. В большинстве стран минимальных размер оплаты труда фиксируется в расчёте на месяц, но есть страны, где минимальная оплата труда фиксируется недельной, дневной или почасовой ставкой. Указанная минимальная заработная плата относится к валовой сумме, то есть до вычета налогов.

## Минимальный размер оплаты труда по африканским странам
| Страна                | Минимальный размер оплаты труда в месяц ($ США) | Минимальный размер оплаты труда в месяц в национальной валюте | Почасовая ставка | Год  |
| --------------------- | --- | --- | ---------------- | ---- |
| Алжир                 | $149.75 | 18000 динаров |                  | 2012 |
| Ангола                | $66 в сельском хозяйством, $82.48 в торговле и производстве, $98.98 в добывающей промышленности и $101.50 в государственном секторе. | 21454.10 кванз в сельском хозяйством, 26817 кванз в торговле и производстве, 32181 кванз в добывающей промышленности и 33000 кванз в государственном секторе. |                  | 2019 |
| Бенин                 | $66.98 | 40000 франков |                  | 2014 |
| Ботсвана              | $0.61 в час для большинства занятых полный рабочий день в частном секторе; $0.54 в час в розничной торговли; $90.56 в месяц для домашних работников и для работников сельского хозяйства. | 6.77 пула в час для большинства занятых полный рабочий день в частном секторе; 1000 пула в месяц для домашних работников и для работников сельского хозяйства. |                  | 2019 |
| Буркина-Фасо          | $58.04 | 34664 франков |                  | 2012 |
| Габон                 | $251.16; государственные служащие получают дополнительное ежемесячное пособие в размере $33.49 на ребенка; государственные служащие также получают транспорт, жилье и семейные пособия; закон не предписывает предоставление жилья или семейных пособий работникам частного сектора. | 150000 франков; государственные служащие получают дополнительное ежемесячное пособие в размере 20000 франков на ребенка; государственные служащие также получают транспорт, жилье и семейные пособия; закон не предписывает предоставление жилья или семейных пособий работникам частного сектора. |                  | 2010 |
| Гамбия                | $0.99 в день. | 50 даласи в день. |                  | 2018 |
| Гана                  | $1.96 в день. | 10.65 седи в день. |                  | 2019 |
| Гвинея-Бисау          | $31.86 | 19030 франков |                  | 2015 |
| Египет                | $122.47 | 2000 фунтов |                  | 2019 |
| Замбия                | Зависит от класса работ; $63.87 в месяц для домашних работников вместе с транспортными пособиями $75.55 в месяц; От $79.84 для работников отраслей класса I, вместе с пособиями на транспорт, жилье и питание $129.16 до $164.83 для работников отраслей класса VII, вместе с пособиями на транспорт, жилье и питание $239.62.                                                                       | Зависит от класса работ; 840 квач в месяц для домашних работников вместе с транспортными пособиями 993.60 квач; От 1050.00 квач для работников отраслей класса I, вместе с пособиями на транспорт, жилье и питание 1698.60 квач до 2167.70 квач для работников отраслей класса VII, вместе с пособиями на транспорт, жилье и питание 3151.35 квач.                                                                         |                  | 2018 |
| Кабо-Верде            | $129.49 | 13000 эскудо |                  | 2018 |
| Камерун               | $60.73 | 36270 франков |                  | 2014 |
| Кения                 | Устанавливается правительством по региону, возрасту и уровню квалификации; самый низкий минимальный размер оплаты труда в сельском хозяйстве для неквалифицированных работников составляет $64.89, без учета жилищного пособия, а самый высокий минимальный размер оплаты труда в городах Найроби, Момбаса и Кисуму у кассиров, Водителей большегрузного транспорта и работников I класса - $295.01. | Устанавливается правительством по региону, возрасту и уровню квалификации; самый низкий минимальный размер оплаты труда в сельском хозяйстве для неквалифицированных работников составляет 6736.30 шиллингов, без учета жилищного пособия, а самый высокий минимальный размер оплаты труда в городах Найроби, Момбаса и Кисуму у кассиров, Водителей большегрузного транспорта и работников I класса - 30627.45 шиллингов. |                  | 2018 |
| Коморские острова     | $122.64 | 55000 франков |                  | 2017 |
| ДРК                   | $4.25 в день. | 7075 франков в день. |                  | 2019 |
| Республика Конго      | $150.70 | 90000 франков |                  | 2015 |
| Кот-д’Ивуар           | $99.83 | 60000 франков |                  | 2013 |
| Лесото                | Варьируется по секторам. От $41.20 в месяц до $360.49 в месяц. | Варьируется от 624 лоти в месяц до 5460 лоти в месяц. |                  | 2019 |
| Либерия               | $0.071 в час, за 8 рабочих часов в день для неквалифицированных рабочих; $26.60 в месяц для государственных служащих. | 15 долларов в час, за 8 рабочих часов в день для неквалифицированных рабочих; 5600 долларов в месяц для государственных служащих. |                  | 2014 |
| Ливия                 | $318.50, правительство в значительной степени субсидирует аренду и коммунальные услуги. | 450 динар, правительство в значительной степени субсидирует аренду и коммунальные услуги. |                  | 2011 |
| Мавритания            | $80.27 | 3000 угий |                  | 2011 |
| Мадагаскар            | $53.64 | 200000 ариари |                  | 2017 |
| Малави                | $34.02 | 25000 квач |                  | 2017 |
| Мали                  | $66.98 | 40000 франков |                  | 2016 |
| Маврикий              | $234.67 для неквалифицированного рабочего в зоне порто-франко; $244.56 для неквалифицированного заводского рабочего за пределами порто-франко. | 8540 рупий для неквалифицированного рабочего в зоне порто-франко; 8900 рупий для неквалифицированного заводского рабочего за пределами порто-франко. |                  | 2019 |
| Марокко               | $310.24 в месяц в государственном секторе, $292.53 в месяц в частном секторе $206.23 в месяц для сельскохозяйственных работников. | 3000 дирхамов в месяц в государственном секторе; 2828.71 дирхамов в месяц в частном секторе; 1994.20 дирхамов в месяц для сельскохозяйственных работников. |                  | 2020 |
| Мозамбик              | Варьируется по секторам. От $70.81 в месяц до $205.81 в месяц. | Варьируется от 4390 метикалов в месяц до 12760.18 метикалов в месяц. |                  | 2019 |
| Нигер                 | $50.31 | 30047 франков |                  | 2012 |
| Нигерия               | $82.74 | 30000 найр |                  | 2019 |
| Свазиленд             | $35.12 в месяц для домашних работников; $27.75 в месяц для неквалифицированных рабочих; $39.64 в месяц для квалифицированных рабочих. | 531.60 лилангени в месяц для домашних работников; 420 лилангени в месяц для неквалифицированных рабочих; 600 лилангени в месяц для квалифицированных рабочих. |                  | 2011 |
| Сейшельские Острова   | $1.95 в час; $2.25 в час для временных работников. | 26.70 рупий в час; 30.78 SR рупий в час для временных работников. |                  | 2014 |
| Сенегал               | Для несельскохозяйственного сектора $0.53 в час; для сельскохозяйственного сектора $0.36 в час. | Для несельскохозяйственного сектора 317.31 франков в час; для сельскохозяйственного сектора 213.39 франков в час. |                  | 2019 |
| Судан                 | $9.42 | 425 фунтов |                  | 2008 |
| Сьерра-Леоне          | $52.91 | 500000 леонов |                  | 2015 |
| Танзания              | Зависит от сектора и региона, варьируется от $0.089 в час до $0.89 в час. | Зависит от сектора и региона, варьируется от 205.15 шиллингов в час до 2051.45 шиллингов в час. |                  | 2013 |
| Того                  | Варьируется от $58.60 в месяц до $383.41 в месяц. | Варьируется от 35000 франков в месяц до 229000 франков в месяц. |                  | 2012 |
| Тунис                 | Для несельскохозяйственного сектора: $0.60 в час при 48-часовой рабочей недели и $0.62 в час при 40-часовой рабочей недели. $4.82 динаров в день для сельскохозяйственных рабочих. | Для несельскохозяйственного сектора: 1.72 динаров в час при 48-часовой рабочей недели и 1.76 динаров в час при 40-часовой рабочей недели. 13.76 динаров в день для сельскохозяйственных рабочих. |                  | 2018 |
| Уганда                | $35.28 | 130000 шиллингов |                  | 2017 |
| ЦАР                   | $58.60 | 35000 франков |                  | 2018 |
| Чад                   | Для несельскохозяйственного сектора $0.59 в час; для сельскохозяйственного сектора $0.51 в час. | Для несельскохозяйственного сектора 355 франков в час; для сельскохозяйственного сектора 302.80 франков в час. |                  | 2011 |
| Экваториальная Гвинея | $216.06 | 129035 франков |                  | 2015 |
| ЮАР                   | $1.46 в час и $255.86 в месяц. Для сельскохозяйственных рабочих ставка составляет $1.32 в час, а для домашних работников $1.10 в час. | R20 в час и R3500 в месяц. Для сельскохозяйственных рабочих ставка составляет R18 в час, а для домашних работников R15 в час. |                  | 2019 |

## Страны Африки, не имеющие установленного минимального размера оплаты труда
- Бурунди
- Гвинея
- Джибути
- Зимбабве
- Намибия
- Руанда
- Сан-Томе и Принсипи
- Сомали
- Эритрея
- Эфиопия
- Южный Судан